# 2025년 캐나다 및 멕시코와 미국의 무역 전쟁
2025년 2월 1일, 도널드 트럼프 미국 대통령이 거의 모든 품목에 관세를 부과하는 명령에 서명하면서 미국, 캐나다, 멕시코 간의 무역 전쟁이 시작되었다. 이 명령은 멕시코로부터의 모든 수입품에 25%의 관세를 부과하고, 석유 및 에너지를 제외한 캐나다로부터의 모든 수입품에 10%의 관세를 부과할 것을 요구했다.
이에 대해 쥐스탱 트뤼도 캐나다 총리는 캐나다가 CA$30 billion (US$20.6 billion) 상당의 미국 제품에 25%의 관세로 보복할 것이며, 3주 후에는 CA$155 billion (US$106 billion)으로 확대될 것이라고 밝혔다. 클라우디아 셰인바움 멕시코 대통령은 멕시코가 미국에 대해 관세 및 비관세 보복 조치를 시행할 것이라고 밝혔다. 2월 3일, 관세 발효 하루 전, 양국 정상은 관세를 한 달 연기하기로 협상했다.
미국 관세는 3월 4일에 발효되었고, 캐나다의 보복 관세도 동시에 시작되었지만 멕시코는 보복을 기다리겠다고 밝혔다. 3월 6일, 트럼프는 미국-멕시코-캐나다 협정(USMCA)을 준수하는 품목(멕시코 수입품의 약 50%, 캐나다 수입품의 38% 차지)에 대한 관세 적용을 연기했다. 이 면제는 4월 2일에 종료될 예정이었으나, 미국은 무기한으로 지속할 것이라고 밝혔다. 이후 미국은 멕시코와 캐나다산 수입품을 포함한 철강, 알루미늄, 자동차 수입품에 보편적인 관세를 부과했다.
트럼프는 관세가 캐나다 및 멕시코와의 무역수지 적자를 줄이고, 양국이 불법 이민과 펜타닐 밀수에 대비하여 미국과의 국경을 확보하도록 강제하며, 미국의 국내 제조업을 장려하기 위한 것이라고 밝혔다. 셰인바움, 트뤼도, 그리고 트뤼도의 후임자인 마크 카니는 미국의 관세가 부당하며 USMCA를 위반한다고 주장했다. 트뤼도는 트럼프가 관세를 이용하여 캐나다를 미국에 합병시키려 한다고 말했는데, 이는 트럼프가 시사한 바 있다. 경제학자들은 관세가 세 나라 간의 무역을 방해하고 공급망을 뒤흔들며 소비자 물가를 상승시킬 가능성이 높다고 밝혔다.

## 경제적 배경

### 미국-캐나다 무역
미국과 캐나다 간의 양자 무역 관계는 세계에서 가장 큰 규모 중 하나이다. 캐나다-미국 무역은 캐나다 경제의 약 3분의 1을 차지하고, 미국 경제의 약 3%를 차지한다. 2024년 첫 9개월 동안 캐나다 정부 통계에 따르면 CA$800 billion (US$550 billion) 상당의 물품이 캐나다-미국 국경을 넘어 교역되었다. 캐나다 수출의 70% 이상이 미국으로 향한다. 양국의 에너지 및 자동차 시장은 모두 고도로 통합되어 있으며, 캐나다는 미국의 철강 및 알루미늄의 가장 큰 공급원이다. 2024년 11월 기준으로 미국 정부는 캐나다와의 무역수지 적자를 US$55 billion으로 추정했다. 이러한 적자는 주로 캐나다산 석유에 대한 미국 수요에 의해 발생한다. 석유 수출을 제외하면 미국은 캐나다와 무역 흑자를 기록하고 있다. 미국이 수입하는 석유의 약 60%는 캐나다에서 조달되며, 캐나다는 미국의 에너지 수입원 중 가장 크고 에너지 수출 대상국 중 두 번째로 크다. 캐나다산 미국 수입품 가치 증가는 부분적으로 2022년 러시아의 우크라이나 침공으로 인한 세계 시장 불안정과 에너지 가격 상승의 결과이다. 자동차, 트럭, 기타 차량 및 자동차 부품은 캐나다의 미국 수출품의 27%를 차지한다. 캐나다는 미국으로 수입되는 자동차 부품의 두 번째로 큰 공급원이다.

### 미국-멕시코 무역
미국과 멕시코 경제는 고도로 얽혀 있다. 2024년에는 약 US$800 billion 상당의 물품이 멕시코-미국 국경을 통해 운송되었으며, 양국 간에는 매일 10억 달러 이상의 상거래가 발생한다. 2023년 미국 인구조사국 자료에 따르면, 멕시코로의 미국 수출은 총 US$322 billion이었고, 미국은 멕시코 제품을 US$475 billion 이상 수입했다. 멕시코 수출의 75% 이상이 미국으로 향하며, 미국은 멕시코의 주요 무역 파트너이다. 멕시코의 천연가스 소비량의 약 70%는 미국에서 오며, 미국은 매일 약 70만 배럴의 원유를 멕시코에서 수입한다. 양국 간의 식량 생산도 밀접하게 통합되어 있다. 미국은 신선한 과일과 채소의 약 절반을 멕시코에서 조달하며, 멕시코는 미국 농산물 수출의 최고 시장이다. 멕시코는 캐나다와 브라질에 이어 미국으로의 철강 수출국 중 세 번째로 크다. 멕시코와 미국 모두 USMCA와 함께 체결된 철강 수출 제한 합의를 위반했다는 비난을 받았다. 트럼프를 포함한 일부 미국인들은 멕시코가 합의에서 허용된 수출 수준을 초과했다고 주장했으며, 멕시코 철강 단체인 카나세로(Canacero)는 미국 철강 수출 수준 또한 합의를 위반했다고 보고했다. 멕시코는 미국으로 수입되는 자동차 및 자동차 부품의 최고 공급원이다.

### 무역 협정

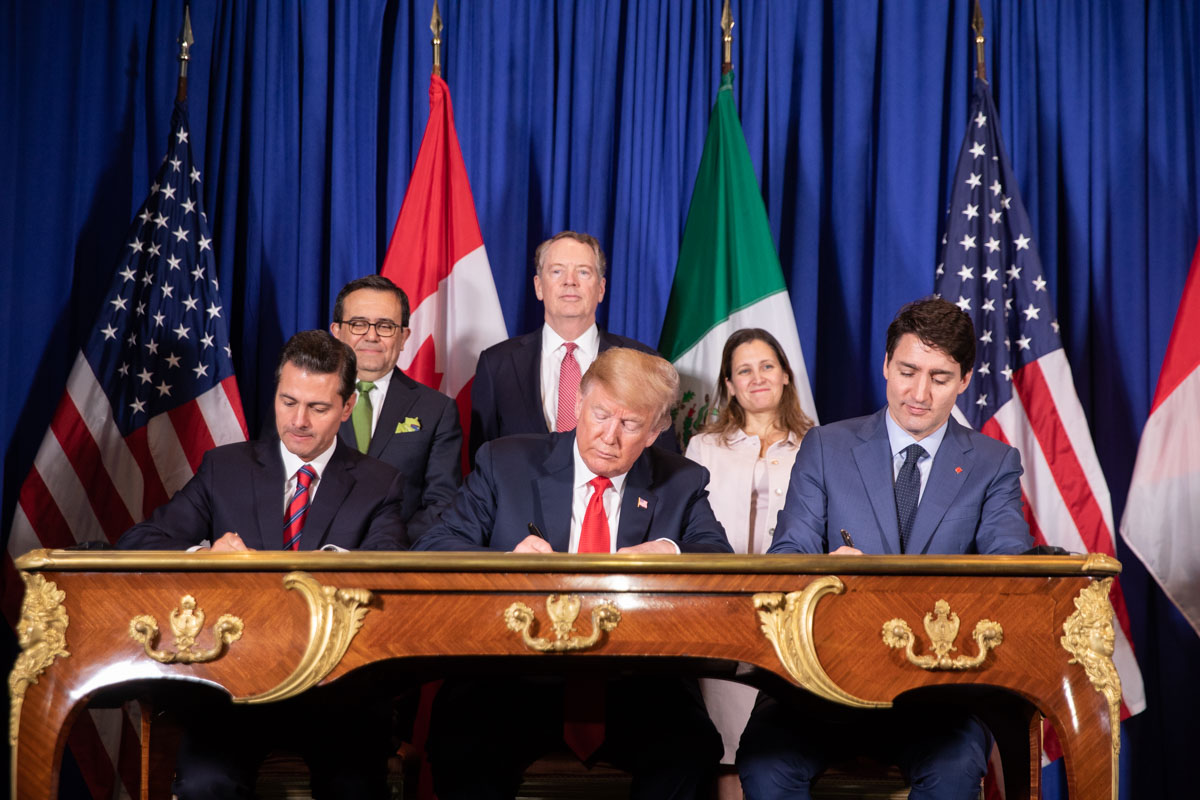
엔리케 페냐 니에토, 도널드 트럼프, 쥐스탱 트뤼도가 2018년 미국-멕시코-캐나다 협정에 서명하는 모습.

1994년 미국, 캐나다, 멕시코는 세 나라 간의 무역에 대한 거의 모든 관세를 철폐하는 자유 무역 협정인 북미자유무역협정(NAFTA)을 체결했다. NAFTA는 정치적 분열의 원인으로 묘사되어 왔다. 미국에서는 미국 기업들이 더 저렴한 노동력을 찾아 멕시코로 사업을 이전하면서 업무위탁이 발생하여 미국 공장 도시와 노동자들에게 피해를 입혔다. 자유 무역에 대한 반발은 도널드 트럼프와 같이 보호무역 정책을 지지하는 후보들이 미국 정치에서 두각을 나타내게 했다. 그러나 미국 경제의 많은 부분은 NAFTA의 무역 및 경제 활동 증가로 이익을 얻었다. 2020년, 트럼프의 1기 대통령 임기 동안 NAFTA는 주로 트럼프가 NAFTA에 반대했기 때문에 미국-멕시코-캐나다 협정(USMCA)으로 대체되었다. NAFTA와 USMCA 간의 변화는 대체로 표면적이었다. 새로운 협정은 세 나라 간에 거래되는 대부분의 제품에 대해 관세를 유지했지만, 국가 안보 문제로 일부 관세 부과를 허용했다. USMCA가 적용되는 지역은 세계에서 가장 큰 경제자유구역 중 하나이다.

## 정치적 배경

### 트럼프 1기 행정부
재임 기간 동안 트럼프는 미국-멕시코 국경을 넘어 미국으로의 불법 이민을 막지 않으면 멕시코에 관세를 부과하겠다고 위협했으며, NAFTA 탈퇴를 반복적으로 위협했다. 그러나 멕시코가 멕시코 국가방위대 창설과 불법 이민에 맞서 6,000명의 군대를 파견하고, 특정 망명 신청자들이 미국이 망명 신청을 처리할 때까지 멕시코에 머물도록 강제하는 미국의 "멕시코에 남기" 정책 확대를 허용하는 데 동의하자, 결국 멕시코에 관세를 부과하지 않았다. 트럼프는 공격적인 수입 관세를 위협하여 캐나다와 멕시코에 NAFTA를 재협상하도록 압력을 가했고, 2018년 5월에는 미국의 철강 및 알루미늄에 대한 전 세계 관세를 두 나라로 확대하여 양국이 보복하도록 유도했다. 세 나라는 관세가 시작된 지 1년 후인 2019년 5월에 철강 및 알루미늄 관세를 해제하기로 합의했으며, 이는 USMCA가 2020년 7월 1일에 발효되기 전이었다. USMCA가 발효된 지 한 달 후, 트럼프는 알루미늄 수입이 미국 생산자들에게 위협이 되는 국가 안보 문제라고 말하며 캐나다산 알루미늄에 10%의 관세를 부과했다. 트럼프는 다음 달 캐나다의 보복 계획에 앞서 관세를 철회했다.
2018년과 2019년에 트럼프는 또한 중국에 대규모 관세를 부과하여 약 3,800억 달러 상당의 제품에 약 800억 달러의 관세를 부과했으며, 이는 조 바이든 다음 행정부에서도 대부분 유지되었다. 미국 정부는 중국 기업이 멕시코를 통해 미국으로 수출하여 중국에 대한 관세를 회피하고 USMCA를 활용할 수 있다는 우려 때문에 중국-멕시코 무역, 특히 자동차 부문에 대해 우려해 왔다. 2023년 10월부터 2024년 10월까지 미국 당국은 캐나다와의 북부 국경을 불법적으로 건너온 23,000명과 멕시코와의 남부 국경을 불법적으로 건너온 150만 명을 체포했다.

### 캐나다 정치
트럼프의 2024년 대선 캠페인은 제안된 세금 인하와 미국의 국내 제조업 장려를 위한 관세 사용을 강조하는 경제 전략을 제시했다. 2024년 11월, 미국 대통령 선거에서 승리한 후 트럼프는 캐나다와 멕시코산 모든 제품에 25%의 관세를 위협하며, 이는 "마약, 특히 펜타닐과 모든 불법 이민자들이 우리나라에 침입하는 것을 막을 때까지 유지될 것"이라고 말했다. 직후 트럼프와 논란의 여지가 있는 관계를 맺고 있는 쥐스탱 트뤼도 캐나다 총리는 플로리다주에 있는 트럼프의 저택을 방문하여 그와 만나 관세 문제뿐만 아니라 캐나다-미국 국경을 넘어 불법 이민 및 마약 밀수 문제에 대해 논의했다. 12월 16일 캐나다는 트럼프의 우려를 덜기 위해 국경 보안에 CA$1.3 billion (US$913 million)을 지출할 계획을 발표했다. 이 계획에는 초국가적 범죄에 맞서기 위한 미국-캐나다 공동 "기동대" 창설이 포함되었다.
2025년 1월 6일, 트뤼도는 3월 9일에 새로운 지도자가 선출된 후 자유당 대표와 총리직을 사임할 의사를 밝혔다. 온타리오주 총리이자 연방 의회 의장인 더그 포드는 2월 27일에 조기 지방 선거를 실시할 것이라고 말하며, 자신이 이끄는 온타리오주 진보 보수당이 캐나다에 부과될 트럼프의 관세에 더 강력하게 반대할 수 있는 권한을 얻기를 원한다고 밝혔다. 1월 31일, 트뤼도는 소셜 미디어를 통해 미국이 캐나다 수출품에 대한 관세 부과 결정을 강행할 경우 캐나다가 "강력하고 즉각적인 대응을 준비하고 있다"고 밝혔다.

### 멕시코 정치
2012년 펠리페 칼데론 멕시코 대통령 재임 이후, 멕시코에 기반을 둔 미국 법 집행 기관 요원들은 멕시코 당국과 협력하여 정보 수집, 작전 계획, 부패 방지 수사 및 제도 개혁을 수행할 수 있었다. 그러나 2019년 안드레스 마누엘 로페스 오브라도르는 "포용, 총알이 아닌" 계획의 일환으로 멕시코 마약 전쟁에서의 국제 협력을 축소하기 시작했다. 주로 펜타닐과 같은 오피오이드는 2012년 이후 50만 명 이상의 미국인을 사망에 이르게 했다. 미국의 오피오이드 전염은 주로 멕시코에서 밀수된 마약에 의해 발생하며, 미국으로 유입되는 펜타닐의 약 98%는 멕시코에서 오고, 1% 미만이 캐나다에서 온다. 2021년과 2022년, 오피오이드 전염병이 최악이었던 시기에는 미국에서 매년 10만 명 이상이 약물 과다 복용으로 사망했다. 2024년 10월, 클라우디아 셰인바움이 멕시코 대통령으로 취임했다. 그녀는 멕시코 마약 카르텔에 대해 "과감한 조치"를 취하는 것으로 묘사되었다. 트럼프의 대선 캠페인 또한 미국 내 불법 이민자들의 대규모 강제 추방을 공약했으며, 그들 대부분은 멕시코 출신이었다. 이에 멕시코 관리들은 추방된 이주민들을 환영하기 위해 "멕시코가 당신을 포용합니다"라는 이니셔티브를 만들었다.

### 트럼프 2기 행정부
트럼프의 2기 임기가 시작되는 2025년 1월 20일 취임 연설에서 트럼프는 다른 나라들에 대해 높은 관세를 시행할 것이라고 밝혔다. 그는 "다른 나라를 부유하게 하기 위해 우리 시민들에게 세금을 부과하는 대신" 미국은 "우리 시민들을 부유하게 하기 위해 외국에 관세와 세금을 부과할 것"이라고 말했다. 트럼프는 캐나다와 멕시코 모두 미국 국경을 넘어 "수많은 사람들이 들어오고 펜타닐이 유입"되는 것을 허용하고 있다고 말했다. 미국으로 유입되는 펜타닐의 약 0.2%는 캐나다에서 오고, 98%는 멕시코에서 온다. 트럼프는 멕시코 마약 카르텔 및 기타 범죄 조직을 외국 테러 조직으로 지정하는 절차를 시작했다. 그는 또한 멕시코의 카르텔에 대한 미국의 군사 개입을 위협했다. 트럼프는 또한 양국이 미국의 무역 적자로 부당하게 이득을 취하고 있다고 말했다. 그는 캐나다와의 미국 무역 적자를 비판하면서 2,000억 달러에 달한다고 주장하는 부정확한 수치를 인용했다.
트럼프가 캐나다와 멕시코에 즉각적인 관세 부과 의사를 밝힌 후에도, 미국 기업들은 관세 발효 전에 대량의 물품을 미국으로 수입하려는 일관된 노력을 하지 않았다. 1월 29일 셰인바움은 트럼프의 관세 위협에 대해 "실제로 일어날 것이라고 생각하지 않는다"며 "만약 일어난다면 우리도 [보복] 계획을 가지고 있다"고 말했지만, 구체적인 내용은 밝히지 않았다. 멕시코 외교부는 멕시코 관리들이 트럼프 행정부와 협상 중이라고 밝혔다.
트럼프는 또한 캐나다가 미국의 "51번째 주"로 미국에 합병되어야 한다고 반복적으로 주장했으며, 군사적 강압은 사용하지 않겠지만, 캐나다 합병을 위해 "경제적 강제"를 사용할 수 있다고 말했다. 무역 전쟁이 시작된 이후 트뤼도는 트럼프의 발언이 캐나다 주권에 대한 심각한 위협으로 받아들여져야 하며, 트럼프가 캐나다의 광물 자원에 접근하기 위해 캐나다를 통제하려 한다고 말했다. 한 인터뷰에서 트럼프는 캐나다 합병 제안이 진지하며, 캐나다와의 미국 무역 적자가 "본질적으로 보조금"이며 캐나다가 미국에 합병되면 "훨씬 더 나아질 것"이라고 주장했다. 트럼프는 캐나다가 주가 되면 관세가 "완전히 사라지고", 캐나다의 세금이 낮아지며, 군사적으로 더욱 안전해질 것이라고 주장하며, 캐나다-미국 국경을 "자(ruler)로 그은 것처럼 보이는 인공적인 선"이라고 불렀다. 트뤼도는 캐나다 합병은 "절대 일어나지 않을 것"이라고 말했다.

## 초기 관세 위협

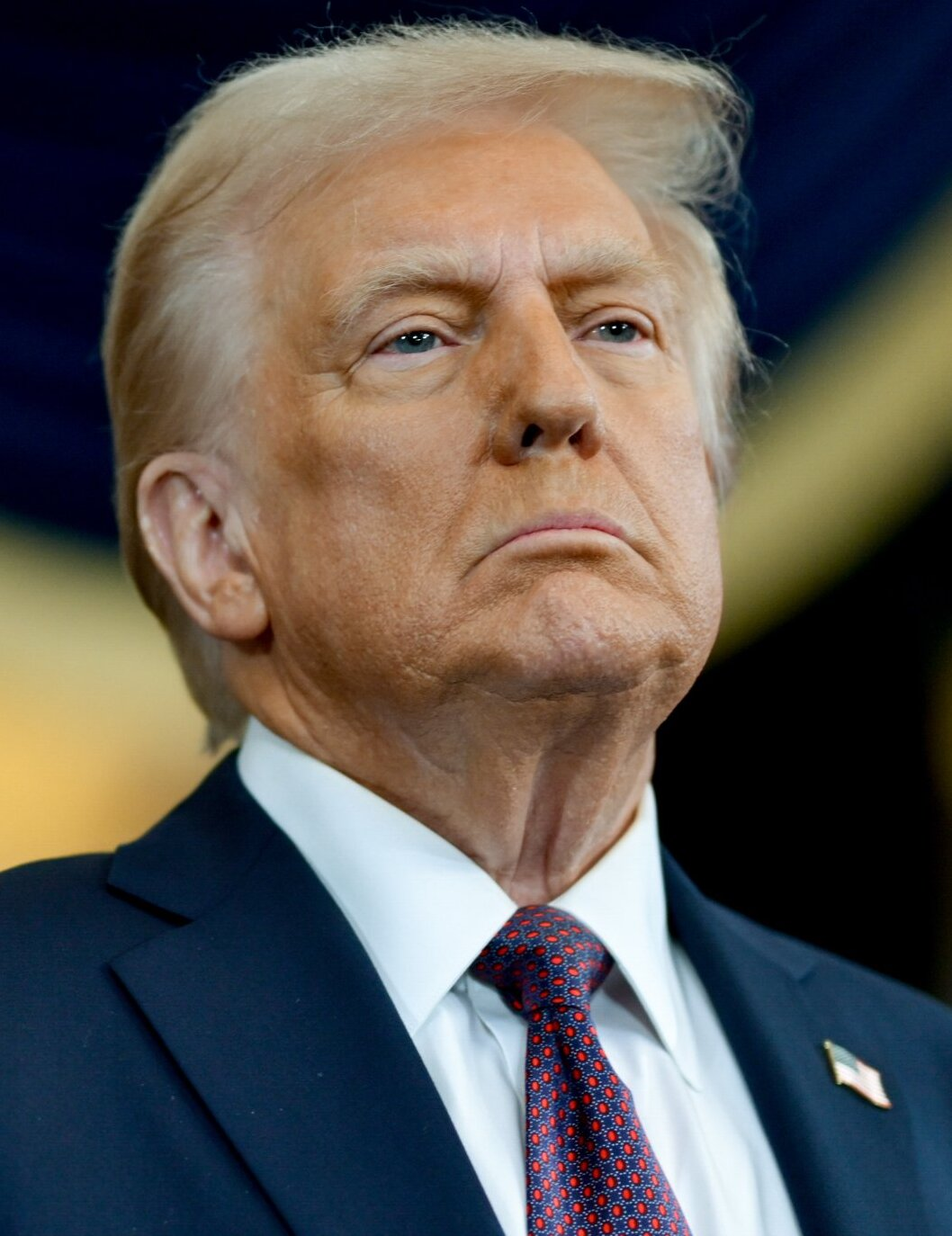
도널드 트럼프 미국 대통령

2025년 2월 1일, 트럼프는 캐나다산 석유 및 에너지 수출을 제외한 멕시코와 캐나다산 모든 상품에 25%의 관세를 부과하는 행정명령 세 건에 서명했다. 캐나다산 석유 및 에너지 수출에는 10%의 관세가 부과되었다. 멕시코산 에너지 수출에는 25%의 전체 관세가 적용될 것이다. 이 명령들은 국제비상경제권법(IEEPA)에 따라 발행되었으며, 2월 4일 동부 표준시 오전 12시 1분에 발효될 예정이었다. 트럼프는 또한 중국에 10%의 관세를 부과하도록 명령했으며, 이는 이미 부과된 중국산 상품에 대한 최대 25%의 관세에 추가될 것이다. 이 명령에는 해당 국가들이 자체 관세나 다른 보복 조치로 대응할 경우 미국이 관세를 인상할 수 있다는 조항이 포함되었다.
트럼프는 1977년 제정된 미국의 법률로, 선포된 국가 비상사태 시 대통령에게 광범위한 재정적 권한을 부여하는 IEEPA를 사용하여 국가 안보 외의 이유로 USMCA의 관세 제한을 우회했다. 이는 이 법이 관세를 부과하는 데 사용된 첫 사례였다. 트럼프는 멕시코와 캐나다 국경을 통한 불법 이민자 유입, 그리고 중국에서 유래하여 멕시코와 캐나다를 통해 미국으로 유입되는 펜타닐로 인한 미국의 오피오이드 전염을 모두 언급했다. 행정명령에서 그는 캐나다가 펜타닐이 미국으로 유입되는 것을 "중요한 역할"을 했으며, 멕시코와의 남부 국경을 통해 미국으로 유입되는 펜타닐의 대다수를 차지함에도 불구하고 "불법 약물의 흐름을 막기 위해" 미국과 "충분한 관심과 자원을 투입하거나 의미 있는 협력을 하지 못했다"고 말했다. 관세는 또한 제조업체들이 다른 나라에서 제품을 수입하는 대신 미국에서 제품을 생산하도록 미국인들을 고용하도록 장려하는 것을 목표로 한다. 이후 발언에서 트럼프는 캐나다가 미국에 합병되기를 바라는 자신의 희망을 반복하며, 관세를 피하기 위해 그렇게 할 수 있다고 말했다.
블룸버그 뉴스에 따르면, 트럼프의 고문인 피터 나바로와 스티븐 밀러가 관세 부과에 대한 경제적 논의를 이끌었으며, 미국 국가안전보장회의의 요청으로 중국이 포함되었다. 트루스 소셜에 올린 게시물에서 트럼프는 다음과 같이 말했다. "우리는 미국인을 보호해야 하며, 모든 사람의 안전을 보장하는 것이 대통령으로서의 나의 의무이다. 나는 캠페인에서 국경을 넘어 불법 이민자와 마약의 유입을 막겠다고 약속했고, 미국인들은 압도적으로 이에 찬성했다." 그는 관세가 "일시적인 단기적 혼란"을 야기할 수 있음을 인정했지만, 부과될 필요가 있다고 말했다. 트럼프는 또한 "관세는 인플레이션을 유발하지 않는다"며 오히려 "성공을 가져온다"고 주장했다.

### 캐나다의 대응

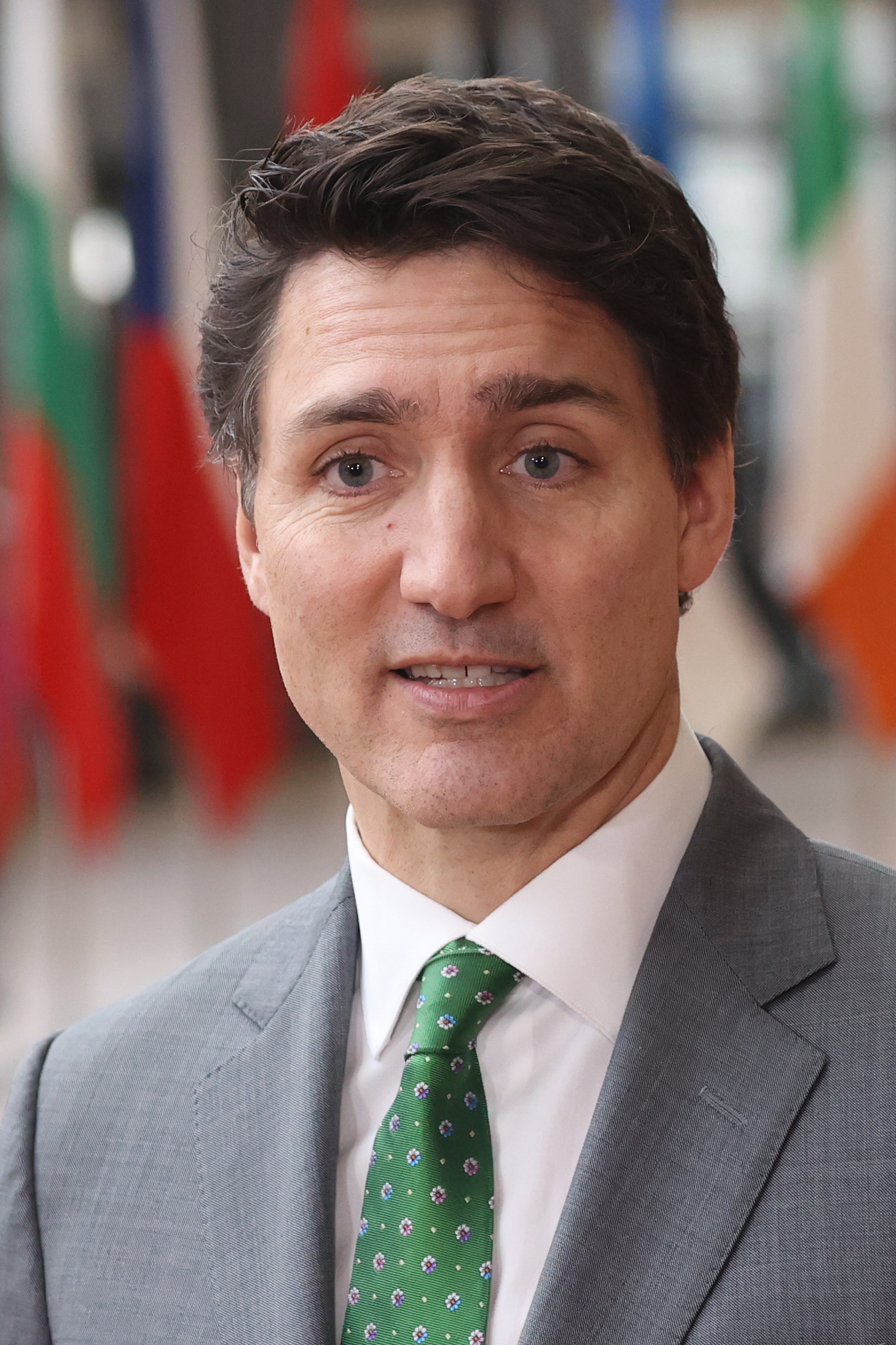
쥐스탱 트뤼도 캐나다 총리

트럼프가 2월 1일 관세를 부과한 지 몇 시간 만에 트뤼도는 캐나다가 미국에 대해 관세로 보복할 것이라고 말했다. 그는 캐나다가 미국 관세 발효 직후 CA$30 billion (US$20.6 billion) 상당의 미국 수출품에 25%의 관세를 부과하고, 다음 3주 내에 추가로 CA$125 billion (US$86 billion) 상당의 제품에 25%의 관세를 부과할 것이라고 말했다. 트뤼도는 이러한 지연이 캐나다 기업들이 준비할 시간을 줄 것이라고 말했다. 그는 캐나다가 트럼프에게 무역 전쟁을 끝내도록 강제하기 위해 관세 외에도 핵심 광물 및 에너지 제품에 대한 수출 제한, 또는 미국 기업의 정부 계약 입찰 금지 등 더 많은 보복적 무역 조치를 고려하고 있다고 덧붙였다.
트뤼도는 미국산 주류, 채소, 의류, 신발, 향수가 보복 관세의 첫 대상이 될 것이며, 가전제품, 가구, 스포츠 장비와 같은 소비재에도 관세가 부과될 것이라고 밝혔다. 캐나다의 보복은 주로 트럼프의 공화당이 주도하는 미국의 "적색 주"를 겨냥한다. 그의 연설에서 트뤼도는 펜타닐 수입과 미국으로의 불법 국경 통과 중 약 1%만이 캐나다 국경에서 발생한다는 데이터를 제시했다. 그는 미국-캐나다 관계를 모든 영역에서 "세계에서 가장 성공적인 파트너십"이라고 부르며 트럼프의 관세가 USMCA를 위반한다고 비난했다. 그는 또한 관세가 미국 소비자들과 산업에 위협을 가한다고 말하며, 캐나다인들에게 가능할 때마다 "미국산 제품 대신 캐나다산 제품과 서비스를 선택"할 것을 촉구했다. 트뤼도는 다음과 같이 말했다. "이것은 캐나다인들에게 해를 끼칠 선택이지만, 그 이상으로 미국 국민 여러분에게도 실질적인 결과를 초래할 것이다. 제가 일관되게 말했듯이, 캐나다에 대한 관세는 여러분의 일자리를 위험에 빠뜨리고, 미국 자동차 조립 공장과 다른 제조 시설을 잠재적으로 폐쇄시킬 것이다."

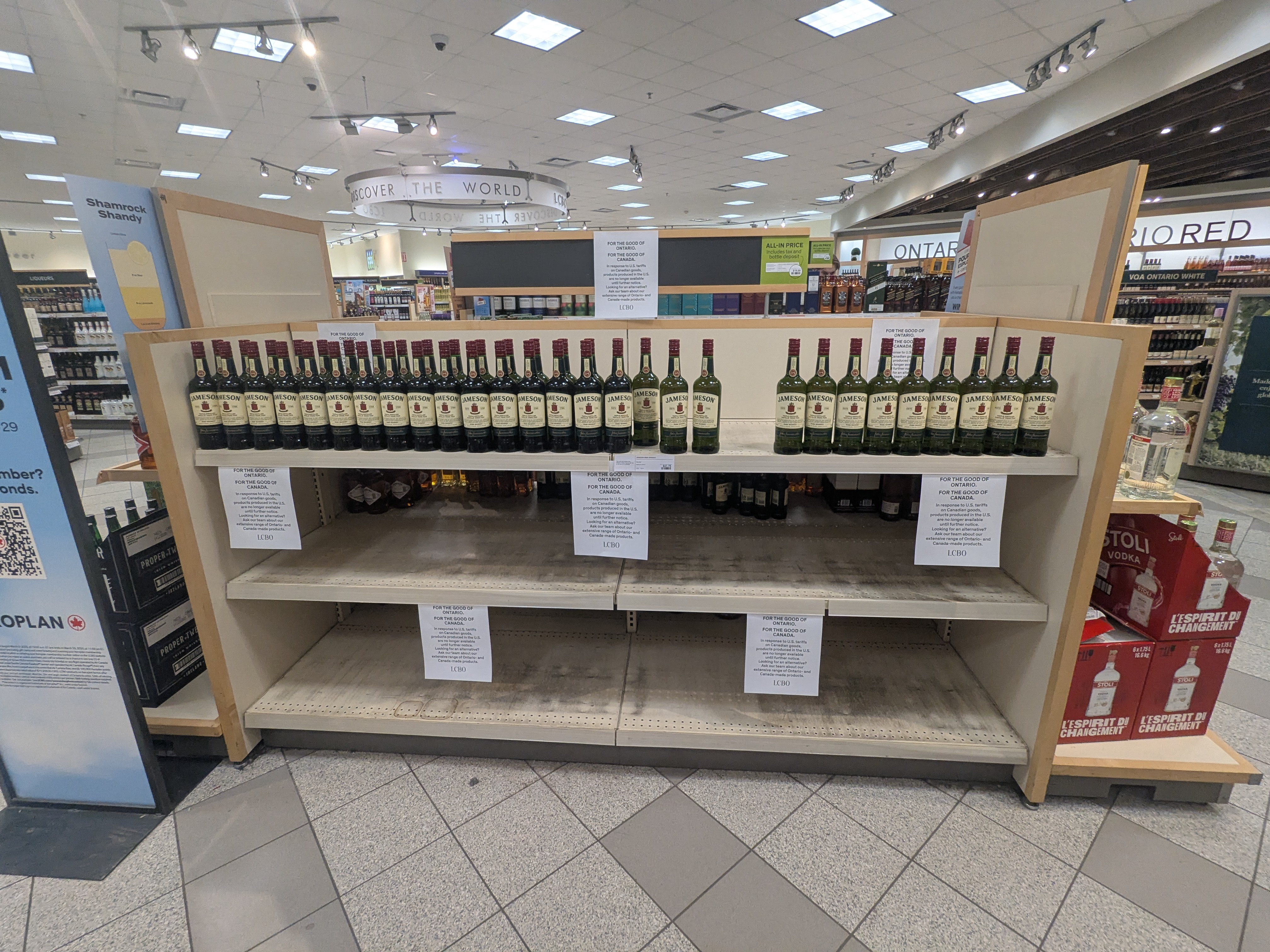
2025년 3월 온타리오주의 한 주류 상점 선반에서 모든 미국 제품이 제거된 모습

캐나다의 주지사들도 반응했다. 온타리오주 총리 포드는 캐나다가 "맞서 싸울 수밖에 없다"고 말하며 온타리오 주류통제위원회에 미국산 주류 판매를 중단하라고 명령했다. 지금까지 미국에 대한 공격적인 무역 조치에 반대했던 앨버타주 총리 다니엘 스미스는 캐나다가 트럼프의 "상호 파괴적인 정책"에 대응해야 하며, "캐나다 및 비미국 공급업체로부터 더 쉽게 구매할 수 있는" 미국 상품에 대한 관세의 "전략적 사용"을 지지한다고 말했다. 퀘벡주 총리 프랑수아 르고는 재무 위원회 의장 소니아 르벨에게 "미국 공급업체와 관련된 모든 조달 계약을 검토하고" 퀘벡 정부와 거래하는 모든 업체에 벌칙을 부과하도록 명령했다고 말했다. 그는 또한 퀘벡 주류공사에 모든 미국 제품을 선반에서 제거하도록 지시했다.
노바스코샤주에서는 총리 팀 휴스턴이 미국 차량에 대한 고속도로 통행료를 두 배로 인상하고 노바스코샤 주류공사에 2월 4일까지 모든 미국 주류 판매를 중단하도록 지시할 것이라고 말했다. 노스웨스트 준주 총리 R.J. 심슨도 가능한 한 미국 기업으로부터의 구매를 없애기 위해 정부의 조달 정책을 검토할 것이라고 발표했다. 매니토바주 총리 와브 키뉴와 프린스에드워드아일랜드주 총리 데니스 킹은 모두 각 주의 주류 판매점에서 미국산 주류 수입을 중단할 것이라고 말했다. 반면 브리티시컬럼비아주 총리 데이비드 이비는 브리티시컬럼비아 주류유통본부가 공화당이 주도하는 주에서 생산된 주류 구매를 중단할 것이라고 말했다. 3월 10일에는 모든 미국산 주류 판매를 금지하는 조치로 확대되었다. 또한 알래스카로 향하는 미국 차량에 대해 관세를 부과하는 법안을 도입할 계획이다. 유콘 준주 총리 란지 필라이는 자신의 준주 정부가 미국산 주류 주문을 중단하고 미국 기업과의 계약을 검토하며 미국 차량에 대한 통행료 부과를 고려할 것이라고 말했지만, 나중에 관세가 발효될 때까지 조치가 보류될 것이라고 말했다.
야당인 보수당 대표 피에르 폴리에브는 그가 "대규모적이고 부당하며 정당화될 수 없는 관세"라고 부른 것을 비난했다. 그는 정부가 현재의 의회 회기 중단을 끝내고, 피해를 입은 "영향을 받는 노동자와 기업"을 돕기 위한 자금을 모을 수 있는 미국산 제품에 대한 동등한 관세를 포함한 조치로 보복해야 한다고 촉구했다. 그는 또한 "대규모" 세금 감면과 경제를 강화하기 위한 다른 노력에 대한 자신의 요구를 반복했다.

### 멕시코의 대응

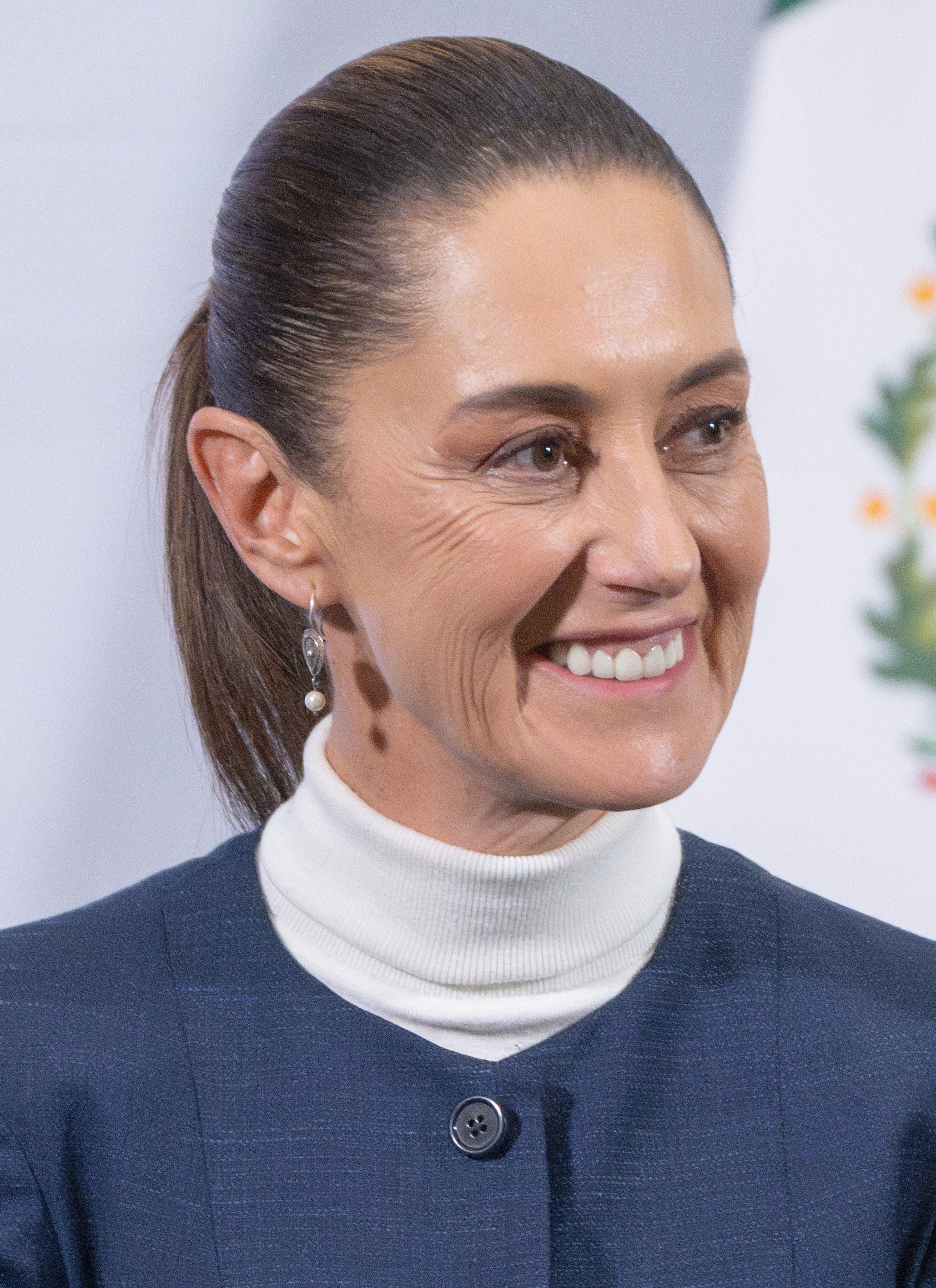
클라우디아 셰인바움 멕시코 대통령

셰인바움은 취임 전 트럼프와 통화하여 관세 위협을 완화하려 했다. 트럼프는 셰인바움이 관세를 피하기 위해 멕시코-미국 국경을 "효과적으로 폐쇄"하는 데 동의했다고 말했지만, 셰인바움은 이를 부인하며 "잠재적인 관세 전쟁은 없을 것"이라고 말했다. 트럼프가 25%의 관세를 부과하는 행정명령에 서명한 후, 셰인바움은 멕시코가 미국에 대해 관세 및 비관세 보복 조치를 시행할 것이라고 말했다. 그녀는 보복이 "멕시코의 이익을 방어하기 위한 것"이라고 말했다. 셰인바움은 멕시코의 보복이 어떤 미국 상품을 목표로 할지 구체적으로 명시하지 않았지만, 언론 보도에 따르면 멕시코는 돼지고기, 치즈, 농산물, 철강, 알루미늄에 대해 5%에서 20%에 이르는 보복 관세를 준비하고 있었으며, 자동차 산업은 관세에서 제외할 계획이라고 주장했다.
마르셀로 에브라르드 멕시코 경제부 장관은 트럼프의 관세를 USMCA의 "명백한 위반"이라고 불렀다. 셰인바움은 또한 자신이 멕시코 마약 카르텔과 동맹을 맺고 있다는 트럼프의 주장에 대해 "명예훼손"이라고 응답했다. 2월 1일 행사에서 그녀는 멕시코가 보복을 진행함에 있어 "냉철함을 유지"할 것이라고 말하며, 멕시코에 대한 트럼프의 문제를 해결하기 위해 미국과 태스크포스를 구성할 것을 제안하며 "문제는 관세 부과로 해결되지 않는다"고 말했다.

## 한 달 연기
2025년 2월 3일, 셰인바움과 트럼프는 멕시코에 대한 관세를 한 달 연기하여 3월 4일까지로 상호 합의했다. 셰인바움은 마약 밀매를 막기 위해 멕시코 국가방위대 병력 10,000명을 국경에 파견하는 것을 수용했다. 트럼프는 미국이 멕시코로의 무기 밀매를 억제하기 위한 조치를 취하기로 약속했다고 말했다. 통화 중 트럼프는 셰인바움에게 "당신은 강인하다"고 칭찬했다. 통화 후 셰인바움은 멕시코 법 집행 기관에 펜타닐 갱단을 표적으로 삼도록 지시했고, 멕시코 경찰은 오피오이드 제조소를 급습하고 카르텔 조직원들을 체포했다. 2월 27일, 멕시코는 시날로아 카르텔 창립 멤버인 라파엘 카로 킨테로를 포함한 29명의 카르텔 조직원들을 미국으로 송환하여 형사 고발에 직면하도록 했다. 셰인바움이 트럼프와의 통화에서 보여준 침착한 태도와 불법 이민 및 펜타닐 완화 성공은 트럼프와 그의 행정부 구성원들에게, 특히 트럼프의 백악관 부비서실장이자 미국의 국토안보보좌관인 스티븐 밀러에게 깊은 인상을 주었다. 트럼프는 나중에 셰인바움을 "훌륭한 여성"이며 "매우 좋은" 관계를 가지고 있다고 묘사했다.
트럼프는 2월 3일 트뤼도와도 통화했다. 통화 중 그는 캐나다가 미국 은행의 "개업이나 영업을 허용하지 않는다"는 우려를 제기했다. 캐나다는 미국 은행의 상업적 운영을 허용하지만, 시민들을 은행 파산으로부터 보호하기 위해 개인 금융을 제한해 왔다. 캐나다 은행 협회는 현재 캐나다에서 약 CA$113 billion (US$78.6 billion)의 자산을 보유한 16개의 미국 기반 은행 자회사 및 지점이 운영되고 있다고 밝혔다. 그날 오후 두 번째 통화 후, 트럼프와 트뤼도는 관세를 한 달 연기하는 데 성공적으로 협상했다.
통화에 참석한 관계자들은 뉴욕 타임스와 토론토 스타에 따르면, 트럼프는 은행업에 대한 우려 외에도 캐나다의 낙농업 보호와 미국 제품을 더 비싸게 만드는 캐나다의 소비세에 대한 불만을 전달했다고 밝혔다. 트럼프는 또한 미국과 영국 간에 북위 49도를 미국과 캐나다 자치령 간의 국경으로 설정한 1908년 조약이 무효이며, 이를 수정하기를 원한다고 말했다. 트뤼도와 그의 보좌관들은 조약을 "구글링"한 후, 트뤼도는 트럼프에게 이 조약이 1982년 캐나다 헌법에 의해 대체되었으며, 트뤼도 총리의 아버지인 피에르 엘리엇 트뤼도 재임 시절 영국의 캐나다 본국 송환이 캐나다의 영토에 대한 완전한 주권을 확립했다고 말했다.
트럼프는 또한 통화 중에 미국과 캐나다 간의 호수와 강 공유를 규제하는 수많은 조약들을 재검토하고 싶다고 언급했다. 또한 캐나다의 국방비 지출 수준을 언급하며, 북미 전역에서 활동하는 미국-캐나다 공동 항공 방위 사령부인 NORAD에 캐나다가 "어떤 기여도" 하는지 의문을 제기했다.
트뤼도는 트럼프에게 캐나다가 "펜타닐 총괄"을 임명하고, 멕시코 마약 카르텔을 테러리스트로 지정하며, CA$200 million (US$140 million)의 자금 지원을 받는 펜타닐 및 조직 범죄를 목표로 하는 정보 지시를 수립하고, CA$1.3 billion (US$913 million) 규모의 국경 프로그램을 이행하며, 조직 범죄, 펜타닐, 돈세탁을 퇴치하기 위한 캐나다-미국 공동 기동대를 설립할 것이라고 말했다. 트뤼도는 또한 캐나다에서 10,000명의 인력이 국경 보안에 "참여하고 있을 것"이라고 트럼프에게 확언했다. 이에 대해 트럼프는 관세 발효일을 동부 표준시 3월 4일 오전 12시 1분으로 변경하는 업데이트된 행정명령을 발행했다. 트럼프는 통화 후 소셜 미디어에 "이 초기 결과에 매우 만족한다"며 관세가 "캐나다와 최종 경제 협상이 이루어질 수 있는지 확인하기 위해" 연기되었다고 썼다. 2월 11일 캐나다는 트뤼도 전 캐나다 국가안보보좌관이자 왕립 캐나다 기마경찰 고위직 출신인 케빈 브로소(Kevin Brosseau)를 펜타닐 총괄로 임명했다.
2월 3일 트럼프와 트뤼도 간의 통화 후, 미국의 상무부 장관으로 임명된 하워드 러트닉은 2024년 12월부터 정기적으로 소통해 온 캐나다 재무부 장관 도미닉 르블랑에게 전화를 걸었다. 러트닉은 트럼프가 미국-캐나다 관계가 일련의 신속하게 폐기될 수 있는 협정들에 의해 규율된다는 것을 깨달았다고 말했다. 그는 트럼프가 오대호 공유 및 관리와 관련된 협정을 해체하고, NORAD를 포함한 양국 간의 군사 협력을 재검토하는 데 관심이 있다고 말했다. 러트닉은 또한 트럼프가 미국, 캐나다, 영국, 호주, 뉴질랜드 간의 정보 공유 동맹인 파이브 아이즈에서 캐나다를 제외하기를 원한다고 말했다. 파이낸셜 타임스는 트럼프 행정부의 일부 관리들이 캐나다를 동맹에서 제외하려고 했다고 보도했다.
미국 국무장관 마코 루비오는 미국이 캐나다와의 군사 협력을 재고하고 있다는 점을 부인했다. 그러나 캐나다 관리들은 처음에는 트럼프의 캐나다 합병 제안을 농담으로 받아들였음에도 불구하고, 이를 심각한 위협으로 해석하기 시작했다.

### 후속 관세 위협
2025년 2월 10일, 트럼프는 미국으로 유입되는 모든 국가의 철강 및 알루미늄에 대해 25%의 관세를 부과했으며, 여기에는 미국의 금속 수입품 대부분을 공급하는 캐나다와 멕시코도 포함되었다. 철강 및 알루미늄 관세는 3월 12일에 발효될 예정이다. 트럼프는 이러한 관세가 "많은 관세 중 첫 번째"이며, 다음 4주 동안 자동차, 의약품, 칩 및 기타 상품에 대한 관세를 그의 팀과 논의할 것이라고 말했다. 이에 대해 트뤼도는 관세가 "용납할 수 없다"고 말하며 트럼프 행정부와의 회담으로 문제가 해결되기를 희망했지만, 필요하다면 캐나다가 "확고하고 명확한" 대응을 할 것이라고 말했다. 트럼프의 명령에 따라 미국 철강 제조업체들의 주가는 상승했으며, 철강 및 알루미늄 가격도 올랐다.

## 관세 부과
3월 3일, 트럼프는 2월부터 연기되었던 관세가 3월 4일에 예정대로 발효될 것이며, 캐나다나 멕시코가 관세를 더 이상 연기하기 위해 미국과 막판 협상을 할 "여지가 없다"고 말했다. 러트닉은 캐나다와 멕시코 모두 국경 보안 개선에 진전을 보였지만, 둘 다 미국으로의 펜타닐 유입을 막으라는 미국의 요구를 충족시키지 못했다고 말했다. 멜라니 졸리 캐나다 외무장관은 캐나다가 대응할 준비가 되어 있다고 말했고, 셰인바움은 트럼프의 관세가 부과되면 멕시코의 이전 대응 계획이 발효될 것임을 재확인했다. 캐나다와 멕시코에 대한 미국 관세는 예정대로 3월 4일 동부 표준시 오전 12시 1분에 시작되었다.
캐나다의 보복도 동시에 시작되었다. 3월 4일 CA$30 billion (US$20.6 billion) 상당의 미국 상품에 대한 25% 관세가 발효되었고, 트뤼도는 추가로 CA$125 billion (US$86 billion) 상당의 미국 상품에 대한 25% 관세가 21일 후인 3월 25일에 발효될 것임을 확인했다. 3월 4일 관세가 부과된 후, 트뤼도는 기자회견에서 펜타닐에 대한 트럼프의 관세 "핑계"가 "완전히 허위"이며 "전적으로 거짓"이라고 말하며, 트럼프가 캐나다를 합병하기 "더 쉽게" 만들기 위해 "캐나다 경제의 완전한 붕괴"를 바랐기 때문에 관세를 부과했다고 말했다. 트뤼도는 트럼프의 관세 부과 결정을 "매우 어리석다"고 부르며, 캐나다는 "싸움에서 물러서지 않을 것"이라고 말했다.
관세 발효로 인해 미국 주식 시장이 하락했으며, 특히 소매업체와 자동차 제조업체의 주가가 많이 떨어졌다. 3월 5일, 러트닉은 트럼프가 "멕시코와 캐나다의 제안을 듣고 있으며" "중간에서 무언가를 시도할 것"을 고려하고 있다고 말하며, 관세가 덜 중요한 규모로 발효될 수 있음을 시사했다. 그날 늦게 트럼프는 USMCA 규정을 준수하는 자동차 제조업체에 대해 관세에서 한 달 면제를 부여했으며, 이는 2024년 멕시코에서 미국으로 수입된 승용차의 약 85%를 차지한다. 트럼프는 미국 3대 자동차 제조업체인 포드, 제너럴 모터스, 스텔란티스의 경영진과 만난 후 관세가 외국 경쟁사보다 미국 기업에 더 큰 피해를 줄 것이라고 말한 뒤 결정했다.
3월 4일 미국의 관세가 발효된 후, 셰인바움은 3월 9일에 보복 관세를 포함한 멕시코의 대책을 발표할 것이라고 말했다. 그녀는 대응이 지연된 이유로 그 사이에 트럼프와 통화할 계획을 언급했다. 셰인바움은 관세가 지속된다면 멕시코가 "캐나다 및 다른 국가들과 접촉할 것"이며, "필요하다면" 미국 외의 무역 파트너를 찾거나 무역 동맹을 변경할 수 있다고 말했다.
트럼프와 셰인바움은 3월 6일 전화 통화를 했다. 셰인바움은 통화를 시작하며 트럼프에게 멕시코-미국 국경을 확보하고 펜타닐 밀매를 퇴치하기 위한 자신의 노력을 나열했으며, 관세가 국내 대중에게 미국과의 협력을 정당화하기 더 어렵게 만들 것이라고 제안했다. 그녀는 10,000명의 국가방위대 병력이 도착한 이후 국경에서의 펜타닐 압수량이 극적으로 감소했음을 보여주는 차트를 트럼프에게 보냈다. 통화 중 트럼프는 셰인바움을 칭찬하고 트뤼도에 대한 그녀의 의견을 물으며, 그녀가 거의 대화하지 않는다고 대답하자 "운이 좋다"고 말했다. 셰인바움은 트럼프가 처음에는 관세 해제를 거부했다고 말했지만, 통화가 끝날 무렵 트럼프는 많은 멕시코 상품에 대한 면제를 제안했다.
셰인바움과 통화 후, 트럼프는 소셜 미디어에 모든 USMCA 준수 상품에 대한 관세를 셰인바움에 대한 "존중"으로 4월 2일까지 연기할 것이며, 그녀의 "노고와 협력"에 감사한다고 게시했다. 직후 셰인바움은 트위터에 트럼프와 "훌륭하고 존중하는" 통화를 했다며 트럼프에게 감사하고, 두 사람이 "우리의 노력과 협력이 전례 없는 결과를 낳았다"는 데 동의했다고 말했다.
트뤼도와 트럼프는 3월 5일 전화 통화를 했으며, 트럼프는 그들의 대화가 "다소 '우호적인'" 분위기로 끝났다고 말했다. 그러나 캐나다는 3월 6일 트럼프가 셰인바움과 통화한 후에야 USMCA 준수 제품에 대한 관세 연장을 받지 못했다. 미국의 관료들이 캐나다 수입품의 38%에 대한 관세가 4월 2일까지 연기되었다고 발표한 후, 캐나다 관료들은 보복 관세의 계획된 인상이 중단될 것이지만, 미국에 대한 초기 관세는 유지될 것이라고 말했다.

## 무역 전쟁의 경과
3월 7일, 트럼프는 캐나다산 목재 및 유제품에 대한 상호 관세를 위협했다. 그는 관세가 250%에 달할 수 있으며 다음 주에 발효될 것이라고 말했다. 나중에 트럼프는 캐나다가 "오랜 기간 동안 터무니없다고 여겨져 온 다양한 미국 유제품에 대한 250%에서 390%의 반미 농민 관세를 즉시 철회해야 한다"고 말했다. 캐나다의 미국 유제품에 대한 관세 할당 제도는 특정량의 미국 유제품이 관세 없이 국내로 들어올 수 있도록 허용하며, 수입량이 특정량을 초과할 경우에만 높은 관세가 부과된다. 미국 유제품의 캐나다 수출이 할당량을 초과한 적이 없기 때문에 캐나다 관세는 한 번도 발동된 적이 없다.
3월 9일, 셰인바움이 멕시코의 보복 조치를 발표할 계획이었던 날, 그녀는 멕시코시티 중앙 광장에서 미국 관세 연기를 축하하는 행사를 열었으며, 수만 명의 멕시코인들이 참석했다. 셰인바움은 행사에서 "다행히 대화와 존중이 승리했다"며 멕시코가 더 이상의 관세를 부과받지 않을 것이며, "냉철하게" 트럼프와 협상할 것이라고 말했다.

3월 10일부터 온타리오주는 미시간주, 미네소타주, 뉴욕주에 대한 전력 수출에 25%의 추가 요금을 부과하기 시작했다. 다음 날 트럼프는 캐나다가 다른 모든 국가에 부과된 25%의 관세가 아닌, 3월 12일에 철강 및 알루미늄에 대해 50%의 관세를 부과받을 것이라고 말했다. 포드는 그날 오후 전력 수출에 대한 추가 요금을 중단할 것이라고 말하며 "온도를 낮춰야 한다"고 말했다. 이에 대해 트럼프는 미국이 캐나다산 철강 및 알루미늄에 대해 25%의 관세만 부과할 것이라고 말했다. 3월 13일, 이러한 관세가 발효된 다음 날, 캐나다는 추가로 CA$29 billion (US$20 billion) 상당의 미국 상품에 25%의 관세를 부과했다. 공동 성명에서 포드와 러트닉은 미국과 캐나다 관리들이 3월 13일 워싱턴 D.C.에서 "갱신된 USMCA"를 논의하기 위해 만날 것이라고 말했다.

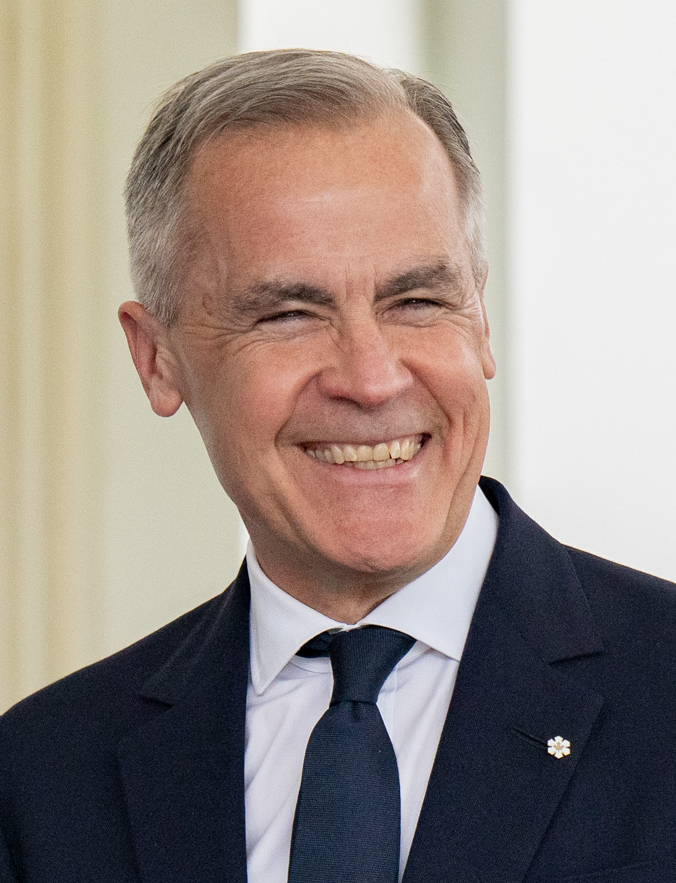
마크 카니, 트뤼도의 뒤를 이은 총리

3월 9일, 마크 카니는 캐나다 자유당 대표 선거에서 승리하여 트뤼도에 이어 캐나다 총리가 되었다. 수락 연설에서 그는 트뤼도 정부의 보복 관세를 지지하며, 그의 정부가 "미국인들이 우리에게 존경을 보일 때까지" 관세를 유지할 것이라고 말했다. 캐나다 총리 지명자로서 그는 유제품 및 금속에 대한 관세 부과 위협을 "캐나다 노동자, 가정 및 기업에 대한 공격"이라고 부르며, 그의 정부가 "미국에 최대의 영향"을 미치고 "캐나다에는 최소의 영향"을 미치는 대응을 보장할 것이라고 말했다. 그는 미국이 "신뢰할 수 있고 믿을 수 있는 자유롭고 공정한 무역에 대한 약속"을 할 때까지 관세가 유지될 것이라고 덧붙였다. 카니는 3월 14일에 취임하여 총리직을 시작했다.
트럼프는 4월 2일부터 모든 국가에 대해 "상호" 관세를 부과할 것을 약속했다. 캐나다에 대해서는 4월 2일까지 "악랄하고 오랜 관세"를 철회하지 않으면 미국으로 수입되는 캐나다 자동차에 대한 관세를 "실질적으로 영구적으로 캐나다 자동차 제조 사업을 중단시킬" 정도로 "상당히 인상할" 것이라고 말했다. 트럼프는 나중에 모든 수입 자동차 및 자동차 부품에 대한 25% 관세가 4월 2일에 발효될 것이라고 발표했다. 이에 대해 카니는 "미국이 더 이상 신뢰할 수 있는 파트너가 아니라는 것이 분명해졌다"며, "포괄적인 협상을 통해 일부 신뢰를 회복할 수 있을지 모르지만", 캐나다-미국 관계에서는 "되돌아갈 수 없을 것"이라고 말했다.
카니와 트럼프는 3월 28일 전화 통화로 처음으로 직접 대화했다. 카니는 통화를 "매우 우호적"이고 "실질적"이라고 묘사하며, 트럼프가 "캐나다의 주권을 존중했다"고 말했다. 트럼프는 자신의 통화를 "매우 생산적"이라고 묘사하며, 자신과 카니가 "많은 것에 동의한다"고 말했다. 트럼프는 카니를 "캐나다 총리"라고 불렀으며, 트뤼도를 미국의 주로서 "주지사"라고 불렀던 것과는 대조적이다. 또한 트럼프는 "캐나다와 미국 사이에 모든 것이 매우 잘 해결될 것"이라고 믿는다고 말했다. 카니는 트럼프에게 4월 2일 예정된 미국 관세가 발효되면 캐나다가 보복 관세로 대응할 것이라고 말했다. 양국 정상은 4월 28일 캐나다 연방 선거 이후 캐나다와 미국 간의 "새로운 경제 및 안보 관계에 대한 포괄적인 협상"을 시작하기로 합의했다.
4월 2일, 트럼프가 모든 국가로부터의 수입품에 대해 보편적으로 10%의 관세를 부과했을 때, 캐나다와 멕시코는 면제되었다. 이 두 국가는 미국으로부터 새로운 관세를 부과받지 않았으며, 대부분의 USMCA 준수 상품에 대한 면제가 무기한으로 연장되었다. 같은 날, 미국 상원은 트럼프의 일부 캐나다 관세를 철회하는 조치를 근소한 차이로 승인했다. 수전 콜린스, 리사 머카우스키, 랜드 폴, 미치 매코널 등 4명의 공화당 상원의원들은 야당인 민주당 상원의원 전원과 함께 이 결의안을 통과시켰다. 그러나 이 조치는 공화당이 통제하는 미국 하원을 통과해야 발효되며, 하원에서는 공화당 지도자들이 이를 막을 훨씬 더 많은 권한을 가지고 있다.
셰인바움은 멕시코가 미국으로부터 "우대 대우"를 받았으며, 캐나다와 멕시코가 USMCA 덕분에 추가 관세를 피할 수 있었다고 말했다. 그녀는 미국과 멕시코 관리들이 "상호 존중" 관계를 맺고 있다고 덧붙였다. 멕시코 경제부 장관 에브라르드는 전 세계적인 미국 관세가 다른 나라에 비해 멕시코에서 사업을 하는 것이 더 저렴해지면서 멕시코에 도움이 될 수 있다고 말했다. 캐나다의 제외에도 불구하고, 카니는 관세를 비난하며 "세계 경제를 붕괴시키고" 경제 성장을 해칠 것이라고 말했다. 그는 또한 "같은 생각을 가진 국가들의 연합"을 결성하여 미국에 대한 대안을 만들 것이며, "미국이 더 이상 주도하기를 원하지 않는다면, 캐나다가 주도할 것"이라고 말했다. 그는 선언했다. "미국이 세계 경제 리더십의 역할을 맡고, 신뢰와 상호 존중에 뿌리박은 동맹을 맺고, 상품과 서비스의 자유롭고 개방적인 교환을 옹호했던 80년간의 시대는 끝났다. 이것은 비극이지만, 또한 새로운 현실이다."
트럼프는 3월 27일 모든 자동차 및 자동차 부품에 대한 보편적 25% 관세를 발표했으며, 이는 4월 3일에 발효되었다. 미국 관세가 시작되자 카니는 캐나다가 캐나다로 수입되는 미국산 자동차 및 트럭에 25%의 관세로 보복할 것이며, 캐나다가 관세로 발생한 수익을 미국 관세로 부정적인 영향을 받는 사람들과 기업을 지원하는 데 사용할 것이라고 발표했다. 셰인바움은 미국 자동차 수출 관세가 멕시코의 우려 사항이며, 자동차 수출, 철강, 알루미늄에 대한 관세를 낮추기 위해 미국 관리들과 계속 대화하기를 희망한다고 말했다. 그러나 셰인바움은 관세로 보복하는 대신, 미국 천연가스 의존도를 줄이기 위해 옥수수, 콩, 쌀 생산을 늘리는 것 외에도 연료 및 정유 제품의 국내 생산을 늘려 관세의 영향을 완화하려 할 것이라고 발표했다.
4월 11일, 트럼프는 멕시코에 추가 관세와 제재를 위협하며, 멕시코가 티후아나, 콜로라도, 리오그란데강의 수자원에 관한 양국 간의 1944년 조약에 따른 의무를 위반하고 있다고 말했다. 조약은 멕시코가 5년마다 미국에 175만 에이커피트의 물을 공급하도록 요구하지만, 2020년 10월부터 2024년 12월까지 50만 에이커피트 미만을 제공했다. 트럼프는 멕시코가 "텍사스주 농부들의 물을 훔치고 있다"고 비난했다. 셰인바움은 멕시코가 조약상의 의무를 이행하지 못했음을 인정하며, 2020-2023년 북미 가뭄으로 인해 멕시코가 전량을 공급할 수 없었지만, "물 가용성 범위 내에서는 멕시코가 준수해 왔다"고 말했다. 셰인바움은 멕시코가 이 문제를 해결하기 위해 미국에 "포괄적인 제안"을 보냈으며, "다른 문제와 마찬가지로 합의가 이루어질 것이라고 확신한다"고 말했다. 4월 28일, 멕시코와 미국은 멕시코가 즉시 일부 수자원 보유량을 미국으로 이전하고 2025년 10월까지 리오그란데강의 물을 더 많이 공유하며, 미국은 1944년 수자원 조약의 재협상을 추진하지 않기로 합의했다고 공동 발표했다.
4월 15일, 캐나다는 관세 완화를 위한 여러 조치를 발표했는데, 여기에는 "캐나다 제조업, 가공 및 식품 및 음료 포장에 사용되는 상품과 공중 보건, 의료, 공공 안전 및 국가 안보 목표를 지원하는 데 사용되는 상품"에 대해 미국에서 수입되는 상품에 대한 6개월간 관세 중단이 포함되었다. 캐나다는 또한 캐나다에서 계속 제조하는 자동차 제조업체에 대해 미국에 대한 보복 관세를 면제했다. 그리고 대규모 캐나다 기업들이 유동성 확보에 어려움을 겪을 때 지원하는 "대규모 기업 관세 대출 시설"(LETL) 프로그램 신청을 받기 시작했다.

### 캐나다 연방 선거 이후의 사건들
카니는 4월 28일 2025년 캐나다 연방 선거에서 소수 정부를 구성할 수 있을 만큼의 의석을 확보하며 자유당을 승리로 이끌었다. 카니는 트럼프의 위협에 맞서 캐나다 경제를 보호하겠다는 공약으로 선거 운동을 펼쳤다. 당선 후 그는 "트럼프는 우리를 파괴하여 소유하려고 한다. 그런 일은 절대 일어나지 않을 것"이라고 선언했다. 선거 다음 날, 트럼프는 카니에게 전화하여 그의 승리를 축하했으며, 5월 2일 기자회견에서 카니는 자신과 트럼프가 5월 6일 워싱턴 D.C.에서 만나기로 합의했다고 말했다.

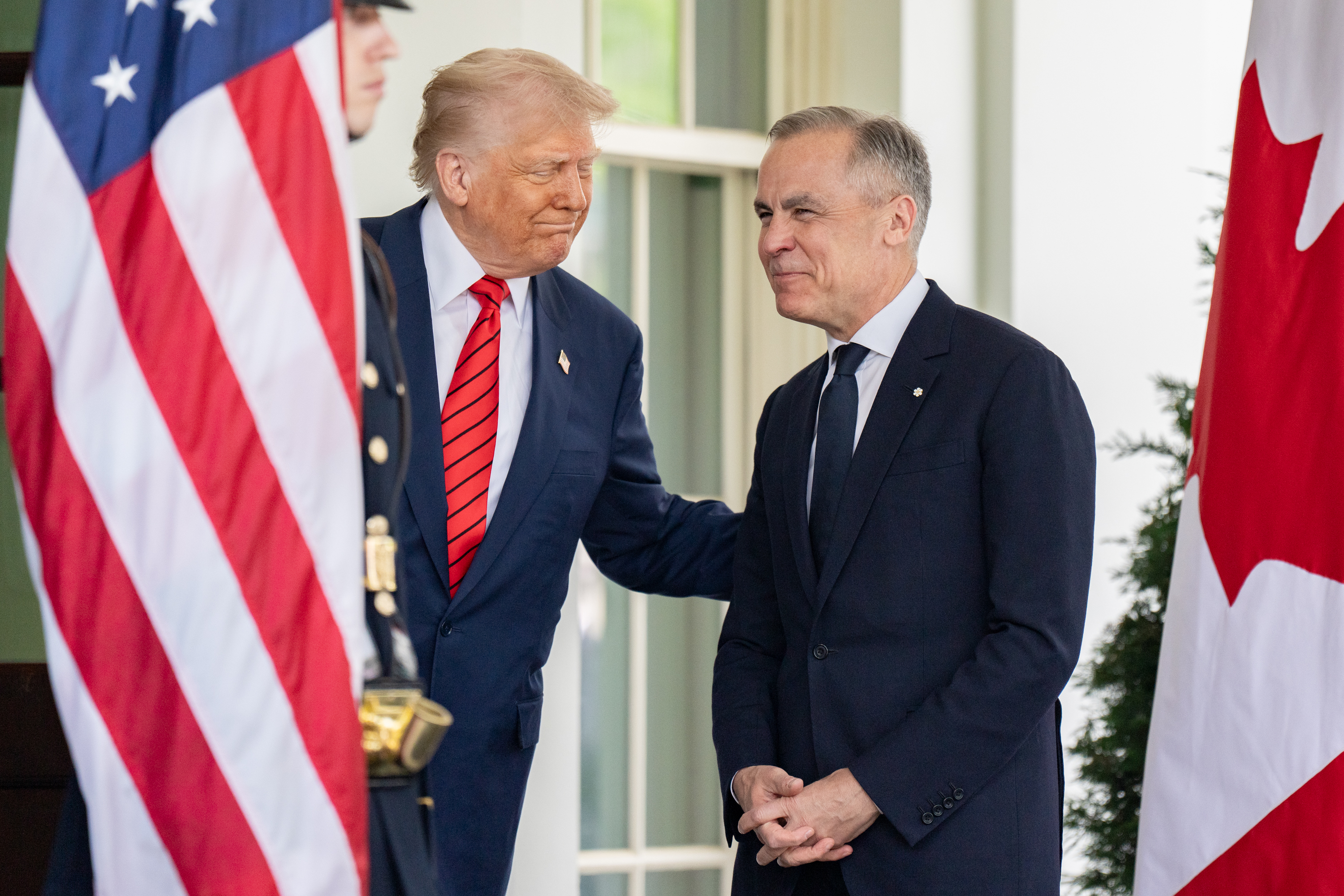
도널드 트럼프가 2025년 5월 백악관 서관 입구에서 마크 카니 캐나다 총리를 환영하는 모습

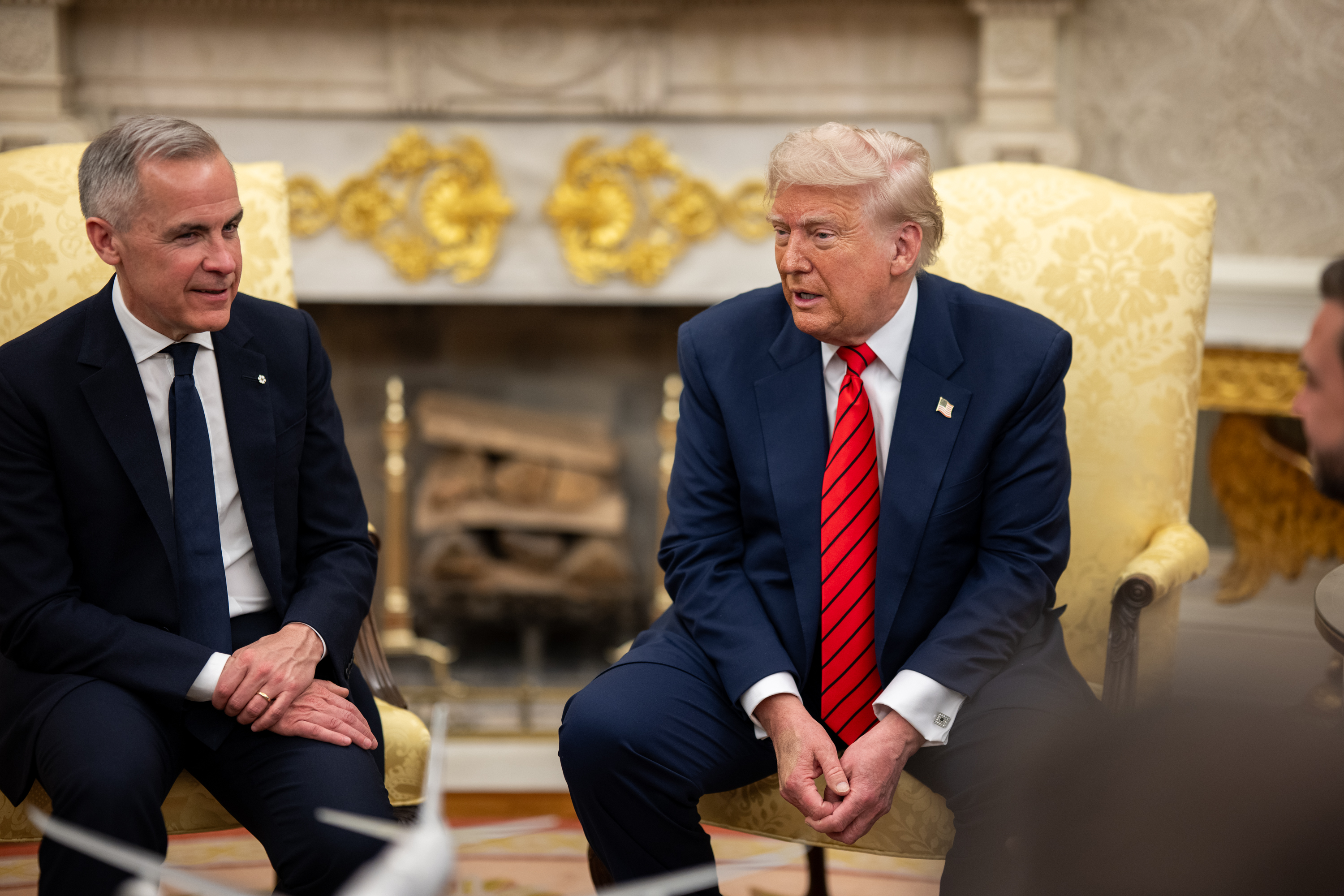
카니가 2025년 5월 회담 중 오벌 오피스에서 트럼프에게 이야기하는 모습

카니는 5월 6일 백악관에서 트럼프를 만났다. 카니는 2시간 동안 진행된 회담(두 정상 간의 75분간의 일대일 회담 포함)을 "매우 긍정적"이라고 평가했으며, 트럼프는 "매우 잘 진행되었고" "긴장감은 없었다"고 말했다. 트럼프는 카니나 캐나다를 비판하는 것을 자제했으며, 캐나다를 자신에게 "매우 특별한 곳"이라고 부르며 캐나다로부터 어떤 "양보"를 원하는지에 대한 기자의 질문에 "우정"만을 원한다고 답했다. 트럼프가 캐나다가 미국에 편입되면 더 나아질 것이라고 주장하자, 카니는 트럼프에게 "부동산을 아시다시피, 팔리지 않는 곳도 있습니다"라며 "지난 몇 달간 캠페인 기간 동안 캐나다의 소유주들을 만나보니, 캐나다는 팔리지 않고, 영원히 팔리지 않을 것입니다"라고 말했다. 이에 대해 트럼프는 "절대 아니라고 말하지 말라"고 했지만 더 이상 압박하지 않았다.
회담 후 워싱턴 D.C. 주 캐나다 대사관에서 기자들과 만난 카니는 회담 중 캐나다가 미국과의 "무역 관계 재협상을 시작했다"며 트럼프가 새로운 캐나다-미국 무역 협상을 협상하기로 약속했다고 말했다. 회담에서 트럼프와 카니는 또한 러시아-우크라이나 전쟁, 중동 위기, 중국과 같은 외교 정책 문제도 논의했다. 카니는 트럼프에게 캐나다를 "51번째 주"라고 계속 부르고 합병을 위협하는 것이 "유용하지 않다"고 말했다고 밝혔다. 회담 후 트럼프는 카니의 발언을 반복하며 회담이 캐나다-미국 관계를 더 나은 방향으로 이끌었으며, 카니를 지도자로서 "한 단계 더 발전했다"고 칭찬하며 트뤼도와 전 부총리 크리스티아 프릴랜드를 비판했다. 카니는 자신과 트럼프가 6월에 캐나다가 캐나다스키스, 앨버타에서 개최할 제51회 G7 정상회의에서 다시 만날 것이라고 말했다.
2025년 5월 14일, 컨설팅 그룹 옥스퍼드 이코노믹스(Oxford Economics)는 캐나다가 한 달 전 시행된 면제 조치 이후 "미국산 제품에 대한 거의 모든 보복 관세를 사실상 중단했다"고 추정했다. 프랑수아 필리프 샴페인 재무부 장관은 이를 "거짓말"이라고 부르며, 관세의 70%가 여전히 유지되고 있다고 말했다.
6월 4일, 미국 철강 및 알루미늄 관세가 50%로 두 배로 인상되었다. 카니는 캐나다가 미국과 집중적인 협상 중이지만, 실패할 경우 보복 조치를 준비하고 있다고 말했다. 캐나다 노동 총회 회장인 비 브루스크는 23,000개의 철강 일자리와 9,500개의 알루미늄 일자리가 며칠 내에 영향을 받을 것이라고 밝혔다. 6월 16일 G7 정상회의에서 양국은 30일 이내에 협상을 타결하기로 약속했다. 6월 20일 기자회견에서 카니는 미국과의 회담이 교착 상태에 빠지면 7월 21일 캐나다가 철강 및 알루미늄 제품에 대한 반대 관세(당시 25%)를 인상할 것이라고 말했다.
카니는 셰인바움을 G7 정상회의에 초대했지만, 트럼프는 이스라엘-이란 전쟁을 다루기 위해 6월 15일 정상회의를 조기에 떠나 셰인바움과의 예정된 회담을 놓쳤다. 6월 27일 도널드 트럼프 미국 대통령은 캐나다와의 무역 회담 중단을 발표하고, 미국-캐나다 국경을 넘는 상품에 대한 새로운 관세도 발표했다. 이는 6월 30일 백악관 경제 고문 케빈 하셋이 캐나다가 대규모 기술 기업(주로 아마존, 메타, 구글 등 미국 기업에 영향을 미침)으로부터 발생하는 캐나다 내 수익에 대한 디지털 서비스세를 철회한 후 캐나다와의 무역 회담 재개를 발표하면서 번복되었다.
7월 11일, 트럼프는 카니에게 보낸 서한에서 8월 1일부터 미국이 관세를 35%로 인상할 것이라고 발표했다. 그는 캐나다가 미국에 부과한 보복 관세, 캐나다에서 미국으로 계속 유입되는 펜타닐, 그리고 캐나다와의 무역 적자를 주요 이유로 꼽았다. 이 서한은 또한 캐나다가 미국에 대한 관세를 인상하면 미국도 기존 35%에 추가로 그만큼 관세를 인상할 것이며, 캐나다가 펜타닐 유입을 막기 위해 미국과 협력하면 미국은 캐나다와의 관계에 따라 관세를 상향 또는 하향 조정할 수 있다고 밝혔다.

## 반응 및 대응

### 캐나다의 반응
미국의 관세와 캐나다에 대한 위협은 역사적으로 강했던 미국-캐나다 관계를 해쳤으며, 캐나다 내셔널리즘과 애국심을 증가시켰고, 반미주의의 증가로 이어졌다.

2025년 2월 앵거스 레이드 연구소의 여론 조사에 따르면 캐나다인의 91%가 무역 파트너로서 미국에 대한 캐나다의 의존도를 줄이기를 희망하는 것으로 나타났다. 또한 2024년 12월에 비해 캐나다에 대해 "매우 자랑스럽고" "깊은 정서적 애착을 가지고 있다"고 말하는 캐나다인의 비율이 10%포인트 증가한 것으로 나타났다. 2025년 2월 입소스 여론 조사에 따르면, 트럼프의 위협 이후 캐나다인의 68%가 미국에 대해 부정적으로 생각했으며, 65%는 미국 여행을 피하고 67%는 미국산 제품 구매를 피할 것이라고 답했다. 같은 달 레제 여론 조사에 따르면 캐나다인의 27%가 미국을 "적"으로 간주하는 반면, 미국인의 1%만이 캐나다를 그렇게 생각하는 것으로 나타났다.

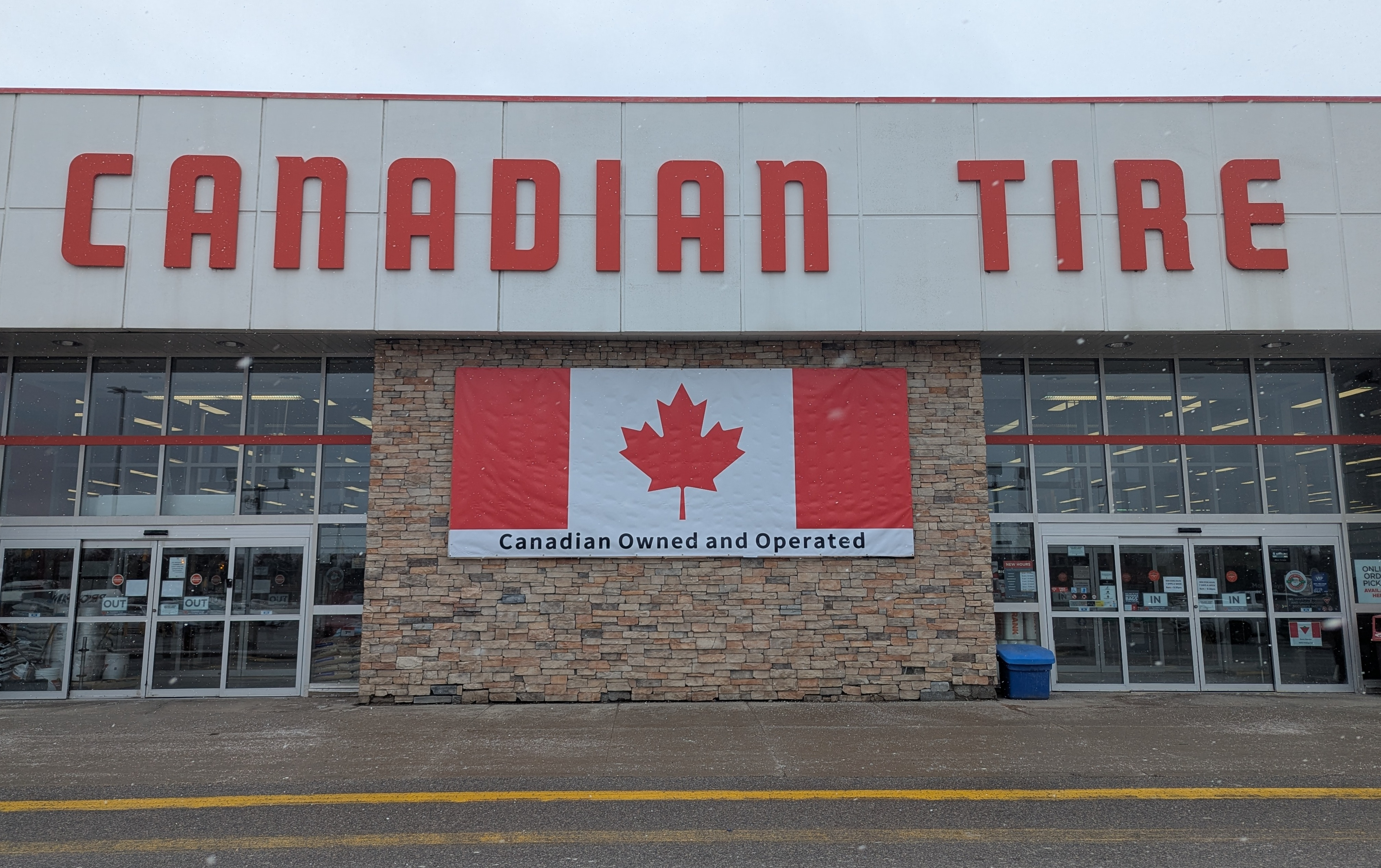
온타리오주의 캐나디안 타이어 매장 전면에 "캐나다 소유 및 운영"이라고 쓰인 캐나다의 국기가 걸려 있다.

초기 관세 발표 후 며칠 동안 캐나다 군중은 미국 팀이 출전하는 스포츠 경기에서 야유를 보냈다. 많은 캐나다인들은 미국 제품 및 미국 여행 보이콧을 시작했으며, "캐나다 제품 구매" 운동이 전국적으로 확산되었다. 총리로서 트뤼도는 캐나다 보이콧을 지지했다.
트뤼도와 폴리에브를 포함한 많은 캐나다 정치인들은 국가 통합이라는 수사를 채택했으며, 무역 전쟁과 미국과의 갈등은 2025년 캐나다 연방 선거를 앞두고 국기 효과를 불러일으켰다. 캐나다 전반의 정치 스펙트럼과 캐나다 사회 전반은 미국으로부터의 위협에 대해 우려를 표명했으며, 캐나다 정치인들은 캐나다 주권에 대한 위협 때문에 트럼프와 미국에 "즉각적이고 강력하게 반격"하도록 동기를 부여받았다.
무역 전쟁은 또한 캐나다 주 간의 무역 장벽 제거에 대한 지지를 증가시켰으며, 트뤼도는 모든 주지사들이 이를 지지하지만 "관료주의 내의 어려움"이 지속되고 있다고 말했다. 동시에 앨버타주 총리 다니엘 스미스는 충분한 유권자가 지지 청원에 서명하면 2026년에 앨버타 분리주의에 대한 국민 투표를 실시할 것을 약속했다.
2025년 1월 초 자유당이 연방 선거 여론 조사에서 보수당에 20점 이상 뒤처져 몇 달 동안 있었던 반면, 무역 전쟁이 시작되고 트뤼도가 사임을 발표한 후 자유당은 여론 조사에서 격차를 좁히기 시작했다. 신민주당과 퀘벡 블록에 대한 지지율도 급격히 하락했으며, 여론 조사는 카니가 이끄는 자유당과 폴리에브가 이끄는 보수당 간의 접전을 시사했다.
2025년 2월, 트럼프의 초기 발표 이후 미국으로의 캐나다 여행은 2024년 2월에 비해 40% 감소했다. 2025년 3월 아바쿠스 데이터 여론 조사에 따르면 캐나다인의 62%가 향후 1년간 미국 여행을 피할 계획이며, 미국 관광 단체들은 캐나다 관광객 유실을 우려하고 있다. 헤인스, 알래스카 시장은 유콘을 통해서만 외부 세계와 연결되는 마을로, 관세가 미국인과 캐나다인 사이의 평소 우호적인 관계에 영향을 미칠 것을 우려하고 있다. 캐나다인의 미국 여행 감소는 미국 경제에 연간 US$4 billion의 손실을 초래할 수 있다. 2025년 3월, 트럼프 행정부는 2025년 4월 11일부터 미국에 30일 이상 체류하는 캐나다인은 당국에 등록하고 지문을 찍어야 한다고 발표했다.

### 다른 반응
관세는 2026년에 검토 예정인 USMCA 재협상에 영향을 미칠 수 있다. 트럼프는 2025년 4월 1일까지 미국 관리들에게 "불공정한" 무역 관행을 시정하는 방법을 검토하고 보고하도록 명령했다. 캐나다 관리들은 트럼프가 협정 변경을 강제하기 위해 관세를 위협할 수 있다는 우려를 표명하고 있다.
미국에서는 2025년 2월 블룸버그 뉴스에 대한 해리스 여론조사에서 미국인의 약 60%가 높은 관세가 소비자 물가 상승을 야기할 수 있다고 믿는 것으로 나타났다. 다음 달, 미시간 대학교의 여론 조사에 따르면 2025년 3월에 경제에 대한 미국인의 신뢰도가 11% 하락했으며, 인플레이션 기대치도 상승한 것으로 나타났다. 미국에서 트럼프의 캐나다와 멕시코에 대한 초기 관세 부과 결정은 월스트리트 저널의 편집위원회로부터 비판을 받았는데, 그들은 트럼프의 "이러한 이웃 국가에 대한 경제적 공격 정당화는 말이 안 된다"며 트럼프가 "역사상 가장 어리석은 무역 전쟁"을 시작했다고 말했다.
많은 미국인들은 트럼프의 캐나다 합병 위협을 농담이나 협상 전략으로 보고 있으며, 트럼프의 관세 정책은 전반적으로 그가 관세를 부과할 진지한 의도가 있는지, 아니면 그의 명령이 협상 전술로만 사용될 위협인지에 대한 의문을 제기했다. 관세 부과와 철회는 많은 기업에 불확실성을 야기했으며, 신뢰할 수 있는 무역 파트너로서 미국에 대한 국제적 신뢰도를 약화시켰다.
도이체 벨레에 따르면, 트럼프의 캐나다와 멕시코에 대한 관세 부과는 USMCA와 세 나라 모두 회원국인 WTO의 규정을 모두 위반했다. 2025년 3월 13일, WTO는 캐나다가 미국과의 분쟁 해결 절차를 공식적으로 시작할 것을 요청했으며, 관세가 1994년 관세 무역 일반 협정에 따른 미국의 약속을 위반한다고 주장했다. 4월 7일 캐나다는 자동차 및 자동차 부품에 대한 미국 관세와 관련하여 WTO 분쟁 해결 절차를 시작했다.
멕시코에서는 정부와 지역 기업들이 국내 제품을 홍보하기 위한 "메이드 인 멕시코" 캠페인을 강화하는 것을 목표로 했다. 일부 멕시코인들은 트럼프의 초기 관세 위협 이후 미국 제품 불매 운동을 촉구했으며, 멕시코 기업 부엔디아 & 마르케스(Buendía & Márquez)의 여론 조사에 따르면 2025년 2월 중순 멕시코인의 80%가 트럼프에 대해 부정적인 의견을 가지고 있었으며, 이는 1월 초 66%에서 증가한 수치이다. 셰인바움의 지지율도 상승했으며, 2025년 2월 일부 여론 조사에서는 80%를 초과하는 것으로 나타났다.
유럽 연합 집행위원회는 캐나다와 멕시코에 대한 미국 관세를 비난하며, 미국이 "접근 방식을 재고할 것"을 촉구했다.

## 경제적 영향

### 주식 시장
무역 전쟁은 투자자들이 관세가 제조 비용과 소비자 물가를 상승시켜 인플레이션을 초래할 수 있다는 우려를 불러일으켰고, 이는 미국 주식시장의 변동성으로 이어졌다. 트럼프는 자신의 대통령 임기 초 경제를 "전환기"라고 묘사했다. 3월 3일, 트럼프가 캐나다와 멕시코에 대한 관세 부과를 확인하고 중국에 대한 관세를 10%에서 20%로 인상하겠다고 발표하자, 미국 주식 시장은 크게 하락했다. S&P 500 지수는 1.8%, 나스닥 100 지수는 2.6% 하락했다. 3월 6일까지 S&P 500은 2024년 11월 이후의 거의 모든 상승폭을 잃었다.
3월 9일, 트럼프는 자신의 정책이 미국에서 경기후퇴를 초래할 수 있는지 여부에 대해 언급을 거부했다. 그는 폭스 뉴스와의 인터뷰에서 자신의 정책의 성과는 시간이 걸릴 것이지만 궁극적으로 가치가 있을 것이라며 "중국을 보면 100년의 관점을 가지고 있다. 우리는 분기별로 움직이며, 그것으로는 안 된다. 옳은 일을 해야 한다"고 말했다. 다음 날, S&P 500은 추가로 2.7% 하락하여 2025년 가장 큰 하루 하락폭을 기록했으며, 나스닥은 4% 하락했다. 3월 10일, S&P 500은 1.4% 하락하여 조정 국면에 진입했다. 조정은 주가 지수가 최고점에서 10% 이상 하락하는 것으로 정의되며, S&P 500은 최고점인 2월 19일보다 10.1% 낮았다. 시장의 손실은 US$4 trillion 이상이었다. 나스닥 100과 러셀 2000 지수는 이미 조정 국면에 진입했다. 3월 11일, S&P 500은 2.1% 상승하여 조정을 벗어났지만, 주말에는 2.3% 하락했다. 트럼프의 4월 2일 관세 이후, S&P 500은 이틀 만에 10% 이상 하락하여 2020년 코로나19 경기후퇴 이후 최악의 한 주를 기록했다.
캐나다와 멕시코의 주식 시장은 더 안정적이었다. 3월 6일 기준으로 멕시코의 주요 주식 시장 지수인 Índice de Precios y Cotizaciones는 2025년 초부터 6% 상승했다. 캐나다의 기준 지수인 S&P/TSX 종합 지수는 연초와 거의 같은 수준을 유지했다.

### 예상되는 영향
무역 전쟁은 미국, 멕시코, 캐나다 간의 무역을 크게 교란하고 북미 전역의 공급망을 뒤흔들 것으로 예상된다. 많은 경제학자들은 관세 부과 전략의 효과에 대해 회의적인 입장을 표명했으며, 많은 이들은 관세 인상이 미국의 소비자 상품 가격을 상승시키고 국내 생활비 위기를 악화시킬 것이라고 말했다. 예일 대학교 예산 연구소는 관세가 일반적인 미국 가정의 구매력을 약 US$1,200 감소시킬 것으로 추정했다. 일부 기업은 관세 비용을 부담하기로 선택하겠지만, 다른 기업들은 수익 손실을 상쇄하기 위해 소비자 제품 가격을 인상하거나 제품 가격을 낮추기 위해 협상하려 할 가능성이 높다.
미국은 자체 수요를 충족시킬 만큼 충분한 석유를 생산하지 않기 때문에 캐나다산 석유 및 에너지에 대한 10% 관세는 미국 전역의 석유 가격 상승으로 이어질 가능성이 높다. 이는 특히 앨버타에서 수입되는 석유에 크게 의존하는 중서부 지역에서 특히 그러하다. 캐나다 정부는 이전에 관세가 부과될 경우 미국 가스 가격이 하룻밤 사이에 갤런당 US$0.75 상승할 수 있다고 말한 바 있다. 관세는 또한 일부 미국 주의 전기 요금을 인상시킬 수 있는데, 특히 온타리오, 퀘벡, 브리티시컬럼비아와 같은 캐나다 주에 에너지 공급을 의존하는 주가 그러하다. 북미 외부에서는 에너지 수입에 대한 관세가 유럽 및 아시아 정유공장에 경쟁 우위를 제공할 것이다.
관세는 또한 멕시코와 캐나다로부터의 다양한 미국 수입품, 즉 멕시코산 과일, 채소, 맥주, 주류, 전자제품과 캐나다산 감자, 곡물, 목재, 철강의 가격 인상으로 이어질 수 있다. 가격 인상은 미국의 높은 인플레이션, 특히 식료품 가격과 함께 복합적으로 작용할 것이다. 미국의 많은 주택 건설업자들이 사용하는 캐나다산 목재의 가격도 상승할 가능성이 높다. 관세는 또한 미국의 농업 및 어업에 위험을 초래할 것이다.
관세가 유지될 경우 멕시코 경제는 "심각한 경기후퇴"의 위험에 처할 수 있다. 1년간 25%의 관세는 멕시코 수출을 약 12% 감소시키고, 궁극적으로 2025년 멕시코의 국내총생산을 4% 감소시킬 수 있다. 멕시코 내 미국 기업들을 대표하는 단체인 멕시코 미국상공회의소는 관세가 양국 경제에 해를 끼치고 "안보, 이민, 마약 밀매와 같은 진정한 도전을 해결하지 못할 것"이라고 말했다. 멕시코 자동차 산업은 관세로 인한 혼란에 가장 취약할 가능성이 높으며, USMCA 준수 자동차 수입에 대한 면제의 가장 큰 수혜자가 될 것이다.
높은 무역 의존 경제인 캐나다 역시 피해를 입을 가능성이 높으며, 경제 성장이 저해되고 기업과 소비자의 물가가 상승할 것이다. 관세가 유지될 경우 캐나다 경제는 6개월 이내에 경기후퇴에 진입할 수 있다. 프랑수아 르고 퀘벡 총리는 미국 관세가 퀘벡주 내에서 최대 10만 개의 캐나다 일자리를 잃게 할 수 있다고 말했다. 국내 생산 제품에 대한 캐나다 내 가격도 상승할 수 있으며, 특히 관세가 소규모 기업에 경제적 어려움을 초래할 경우 더욱 그러하다. 캐나다 기업들이 미국인들에게 동일한 물량으로 제품을 판매할 수 없게 되면 일부 기업들은 인력을 감축하거나 규모를 축소하거나 심지어 완전히 폐쇄할 수도 있다. 캐나다의 광물 가공 산업은 관세로 인해 상당한 피해를 입을 가능성이 높다.

## 같이 보기
- 트럼프 2기 행정부 관세
- 캐나다-중국 무역 전쟁
- 미국-중국 무역 전쟁

## 내용주
1. ↑  캐나다와 미국은 1988년에 초기 양자 자유 무역 협정을 체결했다.[13]
2. ↑  카니 외에 캐나다 대표단에는 도미닉 르블랑 국제 무역부 장관, 멜라니 졸리 외교부 장관, 데이비드 맥귄티 공공 안전부 장관, 커스틴 힐먼 주미 캐나다 대사를 비롯한 고위 관리들이 포함되었다.[121] 트럼프 외에 회담에 참석한 미국 관리로는 JD 밴스 부통령, 마코 루비오 국무장관, 하워드 러트닉 상무부 장관, 제이미슨 그리어 미국 무역대표부 대사가 있었다.[122][123]